# Dino Urbani
Dino Urbani (Liorna, 8 de març de 1882 - Varese, 9 de maig de 1958) va ser un tirador d'esgrima italià que va competir en els anys posteriors a la Primera Guerra Mundial.
El 1920 va prendre part en els Jocs Olímpics d'Anvers, on disputà tres proves del programa d'esgrima. En les competicions d'espasa i sabre per equips guanyà la medalla d'or, mentre en la d'espasa individual fou eliminat en sèries.